# 부재격
언어학에서, 부재격(영어:abessive case, cartitive case, privative case, 축약: ABE ABESS, PRIV)은 명사의 부재를 표현하는 문법적 격이다. 영어에서 전치사 without 또는 접미사 -less를 통해 표현된다.

## 아프리카아시아어족

### 소말리어
소말리어에서 부재격은 -laa or -la 접미사를 붙이고 첫 음절의 자음을 제외한 모든 자음을 탈락시켜 나타낸다. 다음은 그 예시이다.
jeceylaa "사랑"
jeelaa "사랑 없이"
dar "옷들"
dharla'aan "옷들 없이," 또는, “발가벗은”

## 호주 원주민 제어

### Martuthunira 어
Martuthunira 어에서 부재격은 두 접미사 -wirriwa 나 -wirraa.를 통해 나타난다. 어느 접미사가 어느 상황에서 쓰이는지는 명확하지 못하다.
| Parla-wirraa      | nganarna. |
| 돈-PRIV           | 1PL.EX    |
| 우리는 돈이 없다. |           |

## 우랄어족

### 핀란드어
핀란드어에서 부재격은 모음조화에 따라 단수형인 경우 속격 어간에, 복수형인 경우 복수형 어간에 접미사 -tta나 -ttä를 붙여 실현된다. 다음은 그 예시이다.
raha "돈”
rahatta "돈 없이"
부재격은 ilman과 부분격을 통해 다음과 같이 실현될 수도 있다.
ilman rahaa "돈 없이"
이런 형태는 덜 보편적이다.
rahaa ilman "돈 없이"
부재격은 구어는 물론 문어에서도 잘 쓰이지 않지만, 몇몇 부재격 형태들은 ilman 형태보다 더 많이 쓰인다.
tuloksetta "성공적이지 않게"
Itkin syyttä. "나는 이유 없이 울었다."
하지만 부재격은 동명사의 주격 (선어말 어미 -ma- / -mä-로 나타남)에서는 다음과 같이 자주 쓰인다.
puhu-ma-tta "말 없이", osta-ma-tta "구매 없이," välittä-mä-ttä "음직이기 없이:"
Juna jäi tulematta. "열차는 오지 않는다. "
이런 형태는 동사의 부정형으로 대체될 수 있다.
 Juna ei tullut.
핀란드어에서는 가끔씩 부재격 접미사와 "ilman"형태가 중복되어 쓰이기도 하나, 이는 문법적으로 잘못되었다.
ilman rahatta
이런 사용이 에스토니아어와의 접촉에 의한 것인지는 의견이 분분하다.
몇몇 방언에서는 -ti가 부재격을 나타내기도 한다.
ääneti "소리 없이"

### 에스토니아어
에스토니아어에서 부재격은 단복수형 모두에서 -ta 로 나타난다.
(ilma) autota "차 없이" (전치사 ilma "-없이"는 수의적으로 사용된다)
핀란드어와는 다르게, 에스토니아어에서 부재격은 구어와 문어에서 자주 사용된다.
선어말 어미 -ma- 로 실현되는 동명사에서도 부재격은 -ta로 나타난다.
Rong jäi tulemata. 열차가 오지 않는다. "

### 스콜트 사미어
스콜트 사미어에서 부재격은 단, 복수에 상관없이 접미사 -tää 나 -taa 로 나타난다.
Riâkkum veäʹrtää. "나는 이유 없이 을었다."
부정사의 부재격형은 -ǩâni혹은 -kani이다,.
Son vuõʹlji domoi mainsteǩâni mõʹnt leäi puättam. "그/그녀는 왜 왔는지 말하지 않고 집에 갔다. "
핀란드어와 다르게, 스콜트 사미어의 부재격은 사물의 부재를 나타내지 않는다.

### 이나리 사미어
이나리 사미어에서 부재격은 -táá로 나타난다. 대응하는 부정사 형태는 -hánnáá, -hinnáá 또는 -hennáá.이다.

### 다른 사미어
크랜베리 형태소로 나타날 수는 있어도, 서사미어에서 부재격은 잘 쓰이지 않는다.

### 헝가리어
헝거리어에서 부재격은 모음조화에 따라 후설모음에서 -talan으로, 전설모음에서 -telen으로 나타난다, 많은 어근에서 이 접미사는 -tlan 혹은 ‘'-tlen 이 된다.
pénz "돈"
pénztelen "돈 없이"
haza "집(고향)"
hazátlan "고향 없이"
부재격을 나타내는 후치사 nélkül, 이 있지만, 이는 장소의 부재를 나타내지 않는다. .
Cukor nélkül iszom a teát. "나는 설탕 없이 차를 마신다."
Testvér nélkül éltem. "나는 형제 없이 살았다. ."
Eljöttél Magyarországra a testvéred nélkül? “형제들 없이 헝가리에 오셨습니까?"

## 터키어족

### 바시키르어
바시키르어에서 부재격조사는 -һыҙ/-һеҙ (-hïð/-hĭð)이다.

### 튀르키예어
부재격 조사로 -siz (이형태: -sız, -suz, -süz) 가 터키어에서 쓰인다.
evsiz (ev = 집, 집 없이)

### 아제르바이잔어
아제르바이잔어에서도 같은 조사가 쓰인다.

### 추바시어
추바시어에서 부재격 조사는 -сĂр이다.

### 키르기즈어
키르기즈어에서 부재격 조사는 -сIз이다.

## 기타
러시아어에서 부재격은 (лиши́тельный) 동사의 부정형과 함께 쓰인다. 예: не знать пра́вды (진실을 모른다) – знать пра́вду (진실을 안다). 이 격은 때때로 속격 혹은 대격과 형태가 같다.

## 같이 보기
- 재내격
- 재외격

## 추가 문헌
- Karlsson, Fred (2018). 《Finnish - A Comprehensive Grammar》. London and New York: Routledge. ISBN 978-1-138-82104-0.